# Джордж Істмен
Джордж Істмен (англ. George Eastman, 12 липня 1854 — 14 березня 1932) — американський бізнесмен і винахідник, засновник компанії Eastman Kodak.

## Біографія

### Дитинство і юність
Джордж Істмен народився в 1854 році в американському містечку Вотервіллі в сім'ї небагатого бізнесмена. Його батько помер, коли хлопчикові виповнилося сім років, і мати, щоб хоч якось утримувати сім'ю, змушена була здавати кімнати постояльцям. Провчившись всього 7 років, Істмен кинув школу і влаштувався працювати в страхову компанію з окладом всього 3 долари на тиждень. Цього ледь вистачало, щоб прогодувати сім'ю, і тоді Джордж взявся за додаткову роботу в банку Рочестера, а вечорами самостійно став вивчати бухгалтерію.

### Народження компанії
У віці 24 років Істмен вирішив відпочити в Санто-Домінго і зняти на фотоплівку всі краси міста. Проте куплений фотоапарат виявився настільки громіздким і незручним в транспортуванні і експлуатації, що він вирішив відмовитися від цієї ідеї. Але з цього моменту всі його думки були зайняті фотографією: він поставив перед собою мету максимально спростити цей трудомісткий процес.
У 1879 рік у Істмен побудував машину для виготовлення сухих броможелатинових фотографічних платівок, а з вересня 1880 року почав випускати самі фотопластинки. У 1883 році його фірма випустила рулонну плівку, яка підходила практично до всіх фотоапаратів з скляними пластинками. У 1884 році партнерство Істмен-Стронг дало початок новій фірмі — «Компанії з виробництва сухих пластинок і фотоплівки».
Влітку 1888 року був випущений перший фотоапарат під маркою Kodak. Він являв собою невелику ящикову камеру: затвор був з однією витримкою, об'єктив з постійною діафрагмою давав різке зображення від 2,5 м до нескінченності, а заряджався фотоапарат плівкою на 100 кадрів. Його повна вартість становила 25 доларів.
4 вересня 1888 Kodak був зареєстрований як товарний знак. 1889 року було створено концернEastman Company, а з моменту реєстрації в Нью-Йорку в 1892 у компанія стала носити назву Eastman Kodak Company. У 1901 році компанія була зареєстрована в американському штаті Нью-Джерсі під назвою Eastman Kodak Company of New Jersey, під яким вона існує й донині.

### Маркетинг
Істмен приділяв особливу увагу рекламі компанії і особисто писав рекламні тексти для першої продукції Kodak. У 1888 році він придумав гасло: «Ви натискаєте кнопку — ми робимо все інше», який красувався на фасаді фабрики в Рочестері, а також у численних рекламних проспектах.

### Соціальні перетворення
Істмен завжди приділяв особливу увагу співробітникам своєї компанії, причому акцентувався не тільки на платні. Так, він став першим, хто ввів допомоги по догляду на пенсію, страхування життя та допомоги по непрацездатності для своїх працівників.

### Культурна діяльність
Істмен є засновником Істменівської школи музики. Був широко відомий своєю благодійною діяльністю, особливо допомогою стоматологічним клінікам. У своєму розпорядженні мав велику приватну колекцію картин.

### Пізні роки
В останні два роки життя здоров'я Істмена різко погіршилося, і незабаром він дізнався від лікаря, що невиліковно хворий. Сьогодні ця хвороба має назву стеноз хребтового каналу. Істмен згадав, що останні два роки життя його мати провела в такому ж стані. 14 березня 1932 року він покінчив життя самогубством, вистріливши з пістолета собі в серце. Джордж Істмен, який так і не одружився, був похований на території заснованої ним компанії Kodak в Рочестері.